# Табернаш (Колорадо)
Тaбернаш (енгл. Tabernash) насељено је место без административног статуса у америчкој савезној држави Колорадо.

## Демографија
По попису из 2010. године број становника је 417, што је 252 (152,7%) становника више него 2000. године.
| Група             | 2000.       | 2010.       |
| Белци             | 157 (95,2%) | 382 (91,6%) |
| Афроамериканци    | 2 (1,2%)    | 0 (0,0%)    |
| Азијати           | 1 (0,6%)    | 11 (2,6%)   |
| Хиспаноамериканци | 3 (1,8%)    | 14 (3,4%)   |
| Укупно            | 165         | 417         |